# Шведская семья
Шведская семья — нарицательное название группового полиаморного брака. Большинство шведов отдают предпочтение обычным семьям.
Выражение «шведская семья» возникло в разговорной речи богемных кругов в 70-е гг. XX века на территории СССР, после распада в 90-х проникло в прессу и утвердилось в публицистике, и, несмотря на огромное количество публикаций, опровергающих этот стереотип, в 2010-х вошло в язык науки. В западном мире известно выражение «шведский грех».

## «Шведская семья» в СССР
Выражение «шведская семья» для обозначения группового брака используется исключительно на постсоветском пространстве. Подавляющее большинство шведов отдают предпочтение моногамным семьям. Выражение возникло в СССР в 1970-х годах. Исследователи предполагают, что его появление связано с докатившейся до СССР волной сексуальной революции, рассказами и легендами о представителях левой шведской молодёжи, совместно проживающих в так называемых коммунах. В эти же годы по Москве и Ленинграду подпольно циркулировали шведские журналы и фильмы эротического содержания, породившие мнение об особой раскрепощённости шведов. Вероятно, свою лепту в этот процесс внесла популярная в то время шведская группа АББА, которая состояла из двух пар.
Первый случай письменного употребления понятия «шведская семья» можно датировать по данным корпуса русского языка Google 1980 г. — неопубликованным в своё время рассказом контркультурного писателя и поэта Евгения Харитонова «Слёзы на цветах»: «Уже другие формы жизни на свете и мне их поздно узнавать. ПТУ, Вокально-инструментальный ансамбль, Шведская семья». В 1985 году этот рассказ выходит в подпольном журнале, посвящённом русскому искусству, «А — Я». В Национальном корпусе русского языка самый ранний пример использования выражения «шведская семья» датируется 1996 годом. В начале 2000-х «шведская семья» в значении группового брака начинает активно использоваться в прессе, а в 2010-х и в русскоязычной научной литературе.

## Миф о «шведском грехе» на Западе
Не исключено, что выражение «шведская семья» — это докатившиеся до СССР отголоски западных представлений о Швеции как стране с сексуально раскрепощёнными гражданами. Этот образ появился в 1950-е годы на Западе, в частности, в США, и закрепился в выражении «шведский грех». Причины этого явления можно рассматривать в культурной и политической плоскостях.
В первой половине XX века о Швеции совсем не писали как о стране с «необузданной сексуальной свободой». Считается, что основу такого международного имиджа Швеции положил кинематограф. В некоторых шведских фильмах начала 50-х годов изображались обнажённые люди, сексуальные отношения несовершеннолетних и т. п. И хоть по современным меркам «эротика» в таких фильмах была весьма целомудренной, для того времени несколько секунд обнажённой натуры в кадре выглядели революционно. Например, в фильме «Она танцевала одно лето» (1951 г., реж. Арне Маттсон), несколько секунд видно обнажённую грудь актрисы Уллы Якобссон.
В 1953 году выходит «Лето с Моникой» (реж. Ингмар Бергман). Эта история о девушке-подростке, которая оказалась незаинтересованной в длительных отношениях, стала символом шведской «свободной любви» благодаря откровенному киноязыку, в частности, в известной сцене непринуждённого купания голышом.
В 1960-х годах идея «шведского греха» стала настолько популярной, что её начали воспроизводить в американском и европейском кинематографе. Так, в итальянском мондо-фильме «Швеция: ад и рай» (1968 г., реж. Луиджи Скаттини) собраны все клише о «шведском грехе»: лесбийские ночные клубы, порнофильмы, наркотики, алкоголизм, самоубийства, свингеры и сексуальное просвещение среди подростков. А участие шведской актрисы Кристины Линдберг в эксплуатационных эротических фильмах «Дева в Швеции» (1971, Ден Вульман), «Путешествие в Японию» (1973, реж. Садао Накадзима), «Триллер — жестокий фильм» (1974 г., реж. Бу Арне Вибениус) и др. лишь утвердило стереотипы о якобы распутных шведах.
На становление стереотипа повлияла и прогрессивная политика шведского государства. Так, с 1955 года в Швеции введено обязательное половое просвещение в школах. В 1969 году тут был снят первый в истории просветительский фильм об интимных отношениях с комментариями сексологов. В 1971 году была легализована порнография. Допустимый минимальный возраст сексуальных отношений был снижен (почти одновременно с Данией) до 14 лет. Предполагалось и дальнейшее снижение «возраста согласия» до 12 лет, но эти планы не были реализованы. Лишь спустя два десятилетия минимальный возрастной предел был повышен вновь, с одновременным введением жёсткой уголовной ответственности за пренебрежение этим ограничением.
Также в Швеции на государственном уровне более терпимо относились к контрацепции, гомосексуальности и т. д.
На Западе распространение слухов об аморальности шведов происходило на фоне отказа Швеции от вступления в НАТО, а также кампании критики «государства всеобщего благосостояния», которое США рассматривали как более «социалистический» путь развития в противовес более «капиталистическому» американскому. Венцом этой информационной кампании стала статья в журнале Time «Грех и Швеция» (Sin and Sweden) журналиста и писателя Джо Дэвида Брауна. В этом тексте часть комментариев, для которого была получена сомнительным с точки зрения журналистской этики образом, Браун описывает Швецию как содом и гоморру 20 века: авторитет церкви якобы чрезвычайно низкий, в стране десятки тысяч невенчанных пар, а примерно 10 % младенцев рождаются вне брака. Упадок общественной морали, по мнению автора, это результат социалистических экспериментов правительства.
Известно высказывание президента США Дуайта Эйзенхауэра в 1960 году, когда он, критикуя шведскую социальную политику, сказал, что чрезмерные траты на социальную сферу порождают «грех, обнажёнку, пьянство и самоубийства». Создание мифа о благополучной, но морально разложившейся Швеции было завершено.